# Графический метод решения задачи линейного программирования
Графический метод решения задачи линейного программирования основан на геометрической интерпретации задачи линейного программирования и применяется в основном при решении задач двумерного пространства и только некоторых задач трёхмерного пространства, так как довольно трудно построить многогранник решений, который образуется в результате пересечения полупространств. Задачу пространства размерности больше трёх изобразить графически вообще невозможно.

## Описание метода
Пусть задача линейного программирования задана в двумерном пространстве, то есть ограничения содержат две переменные.
Найти минимальное значение функции
{\displaystyle (1)\quad Z=c_{1}x_{1}+c_{2}x_{2}}
при ограничениях вида
{\displaystyle (2)\quad \left\{{\begin{matrix}a_{11}x_{1}+a_{12}x_{2}\leqslant b_{1}\\a_{21}x_{1}+a_{22}x_{2}\leqslant b_{2}\\\ldots \\a_{n1}x_{1}+a_{n2}x_{2}\leqslant b_{n}\end{matrix}}\right.}
и
{\displaystyle (3)\quad \left\{{\begin{matrix}x_{1}\geqslant 0\\x_{2}\geqslant 0\\\end{matrix}}\right.}
Допустим, что система (2) при условии (3) совместна. Каждое из неравенств из систем (2) и (3) определяет полуплоскость с граничными прямыми: {\displaystyle a_{i1}x_{1}+a_{i2}x_{2}=b_{i},(i=1,2,\ldots ,n);x_{1}=0;x_{2}=0}.
Линейная функция (1) при фиксированных значениях {\displaystyle Z} является уравнением прямой линии: {\displaystyle c_{1}x_{1}+c_{2}x_{2}=const}.
Построим многоугольник решений системы ограничений (2) и график линейной функции (1) при {\displaystyle Z=0}. Тогда поставленной задаче линейного программирования можно дать следующую интерпретацию:
Найти точку многоугольника решений, в которой прямая {\displaystyle c_{1}x_{1}+c_{2}x_{2}=const} опорная и функция {\displaystyle Z} при этом достигает минимума.
Значения {\displaystyle Z=c_{1}x_{1}+c_{2}x_{2}} уменьшаются в направлении вектора {\displaystyle N=(-c_{1},-c_{2})}, поэтому прямую {\displaystyle Z=0} передвигаем параллельно самой себе в направлении вектора {\displaystyle N}.
Если многоугольник решений ограничен (см. рисунок), то прямая дважды становится опорной по отношению к многоугольнику решений (в точках {\displaystyle B} и {\displaystyle E}), причём минимальное значение принимает в точке {\displaystyle E}. Координаты точки {\displaystyle E(x_{1},x_{2})} находим, решая систему уравнений прямых {\displaystyle DE} и {\displaystyle EF}.
Если же многоугольник решений представляет собой неограниченную многоугольную область, то возможны два случая.
Случай 1. Прямая {\displaystyle c_{1}x_{1}+c_{2}x_{2}=const}, передвигаясь в направлении вектора {\displaystyle N} или противоположно ему, постоянно пересекает многоугольник решений и ни в какой точке не является опорной к нему. В этом случае линейная функция не ограничена на многоугольнике решений как сверху, так и снизу.
Случай 2. Прямая, передвигаясь, всё же становится опорной относительно многоугольника решений. Тогда в зависимости от вида области линейная функция может быть ограниченной сверху и неограниченной снизу, ограниченной снизу и неограниченной сверху, либо ограниченной как снизу, так и сверху.